# 塞伊
塞伊（法語：Seilh，法語發音：[sɛj]）是法国上加龙省的一个市镇，属于图卢兹区。

## 地理
塞伊（43°41'41"N, 1°21'12"E）面积6.16 平方千米，位于法国奧克西塔尼大區上加龙省，该省份为法国西南部内陆省份，西南端与西班牙接壤，自此顺时针与上比利牛斯省、热尔省、塔恩-加龙省、塔恩省、奥德省和阿列日省接壤。
与塞伊接壤的市镇（或旧市镇、城区）包括：加龙河畔加尼亚克、梅维尔、欧索讷、博泽勒、弗努耶。

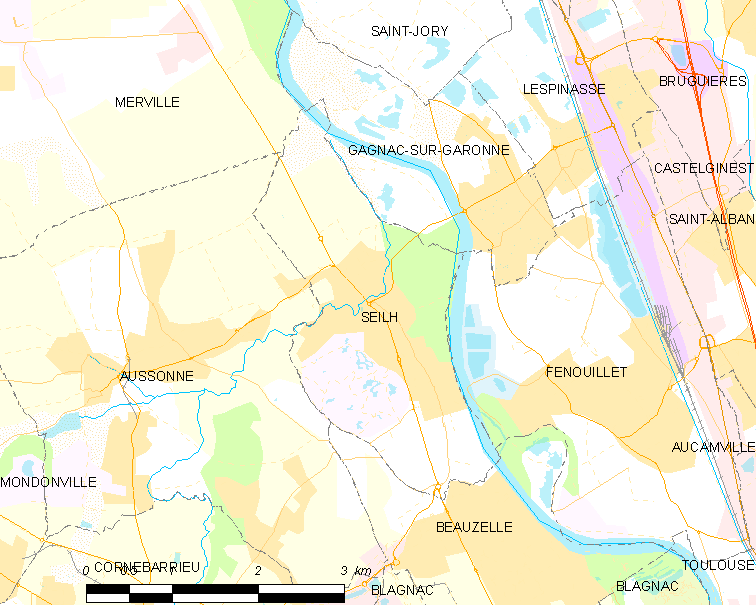
塞伊的OSM定位图

塞伊的时区为UTC+01:00、UTC+02:00（夏令时）。

## 行政
塞伊的邮政编码为31840，INSEE市镇编码为31541。

## 政治
塞伊所属的省级选区为布拉尼亚克县。

## 人口

1962-2008年间塞伊人口变化图示

塞伊于2022年1月1日时的人口数量为3311人。

## 图集

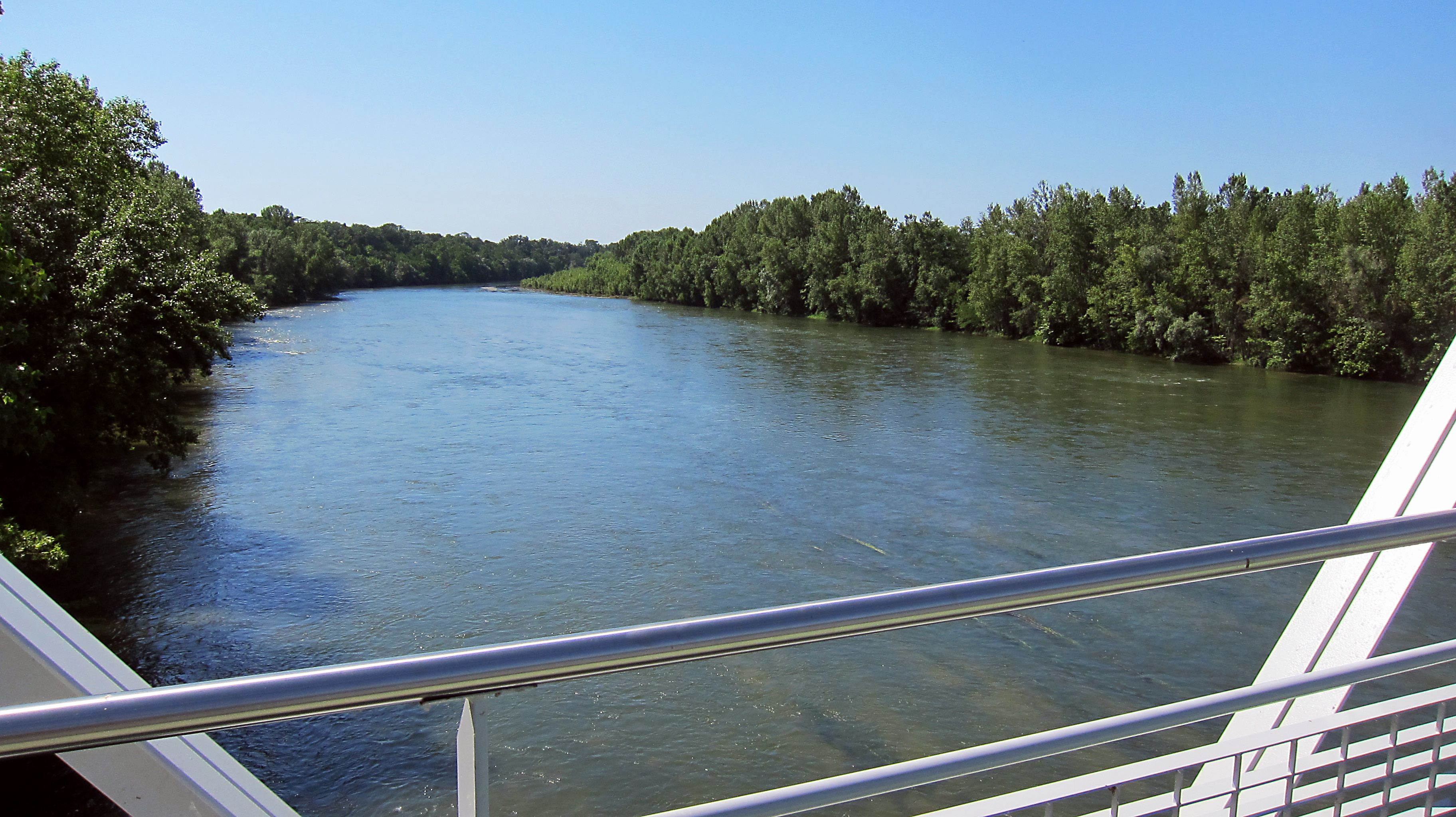
加龙河
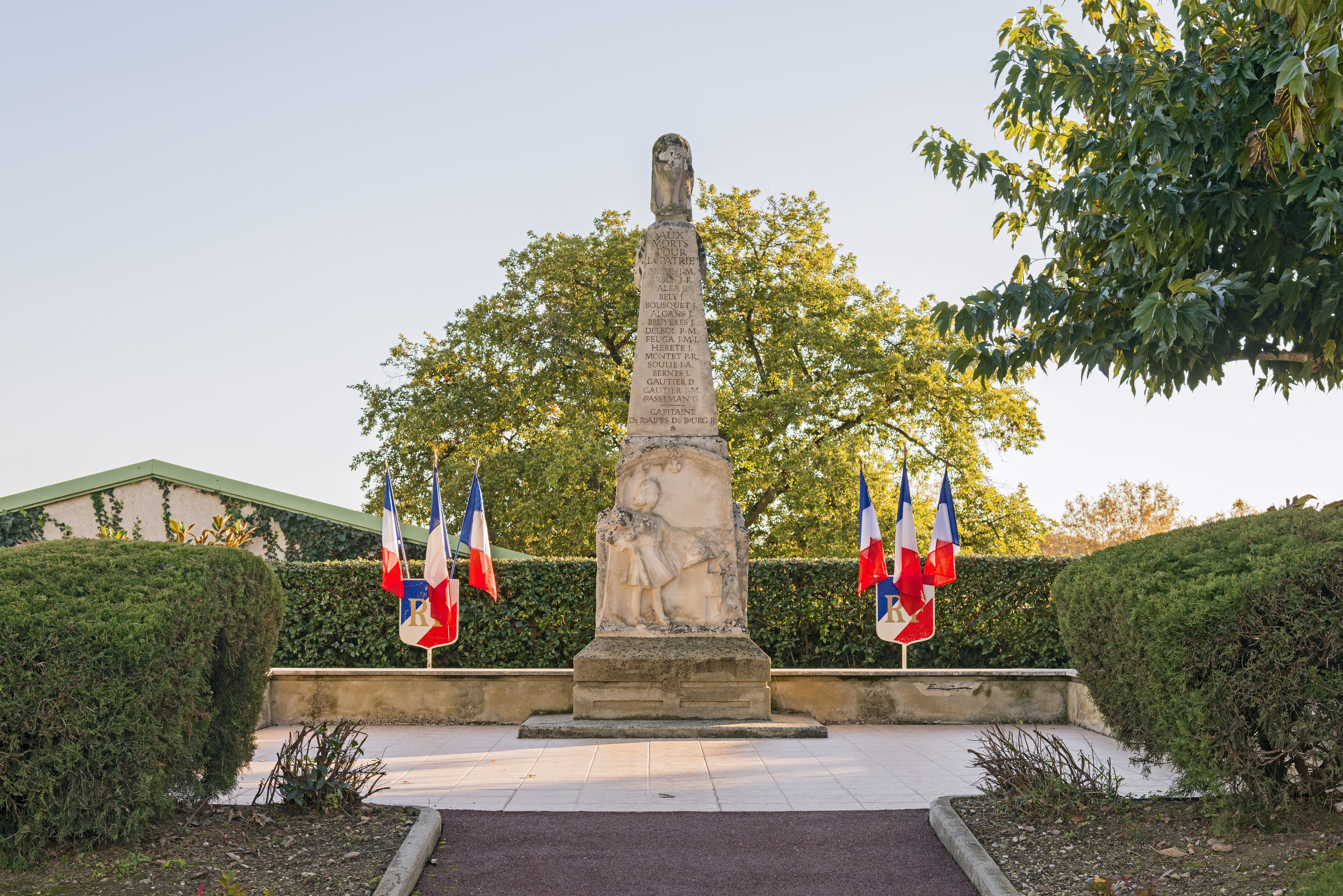
战争纪念碑
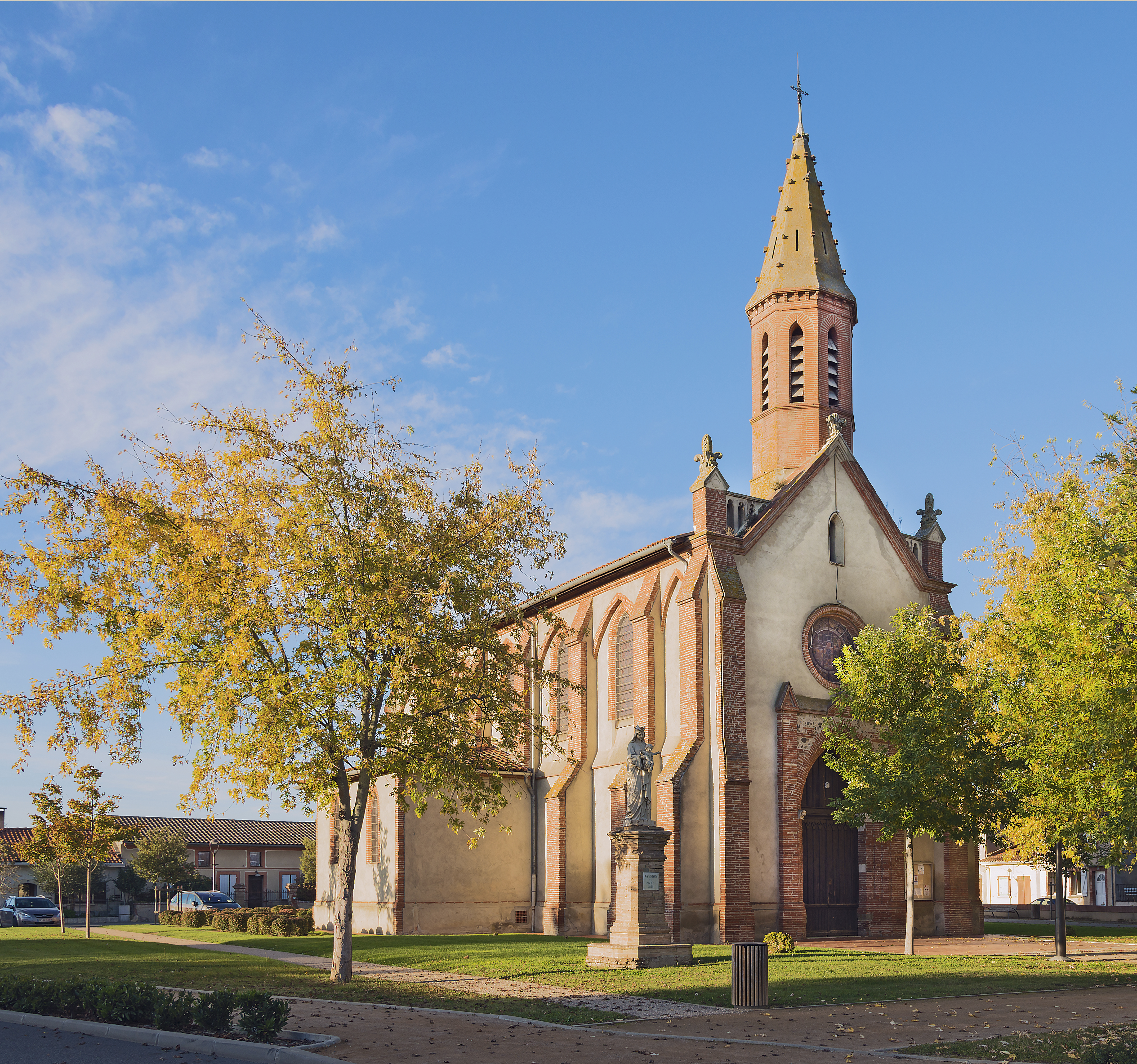
教堂